# Strömstare
Strömstare (Cinclus cinclus) är en fågel i familjen strömstarar. Liksom övriga medlemmar av familjen påträffas den vid rinnande vatten i anslutning till forsar och fall. Strömstare förekommer i stora delar av Europa, där den är den tättingen som både kan simma och dyka, men förekommer även i bergstrakter i västra och centrala Asien. Internationella naturvårdsunionen IUCN kategoriserar den som livskraftig.

## Utseende, fältkännetecken och läte

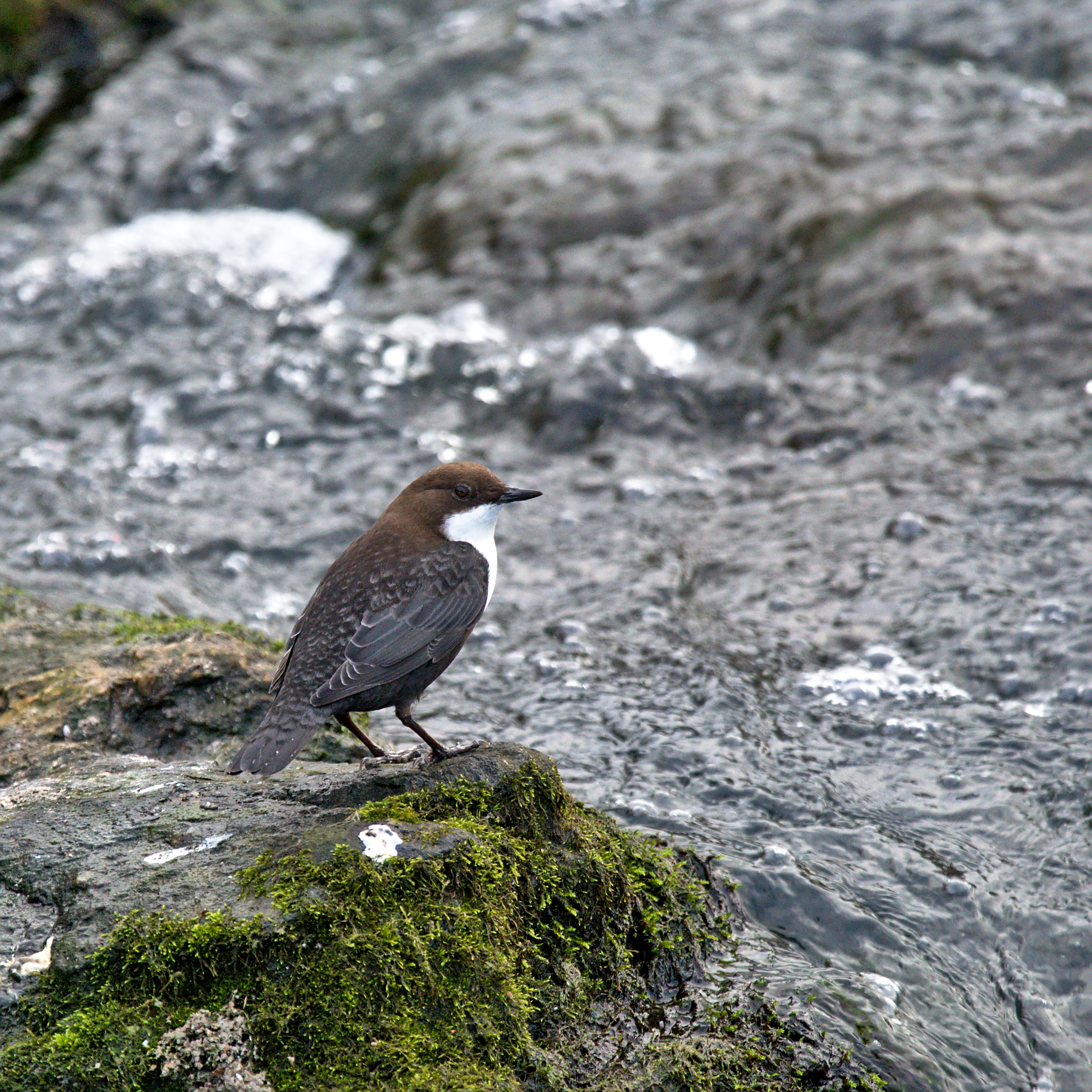
Strömstare av nominatformen cinclus, i Skellefteå i november.

Strömstaren blir cirka 15–18 centimeter lång, med ett vingspann på 26–30 centimeter. Näbben är rak och starkt hoptryckt i sidled. Vingarna är korta och kupiga, stjärten kort med rak bakkant. Adulta fåglar ser tjocka och kortbenta ut på grund av den tjocka fjäderdräkten. Flykten är snabb och rak, utan bågar eller glid, och med mycket snabba vingslag.
Fjäderdräkten hos den adulta fågeln ser, förutom bröst och haka, helsvart ut på håll, men är till största delen mörkt grå till brungrå med mörkare vattring främst över ryggen. Stjärtpennor, vingarna och huvud har en brunare nyans. Bröst och haka är lysande vita. Buken är hos nominatformen närmast svart medan brittiska och centraleuropeiska fåglar har en kastanjebrun ton på buken och ibland även på huvudet. Ben och iris är bruna medan näbben är nästan svart. Könen är lika. Juvenila fåglar är grå med vattring och har bara rent vitt på hakan medan bröst och buk är vattrat ljusgrå som blir mörkare nedåt buken. 

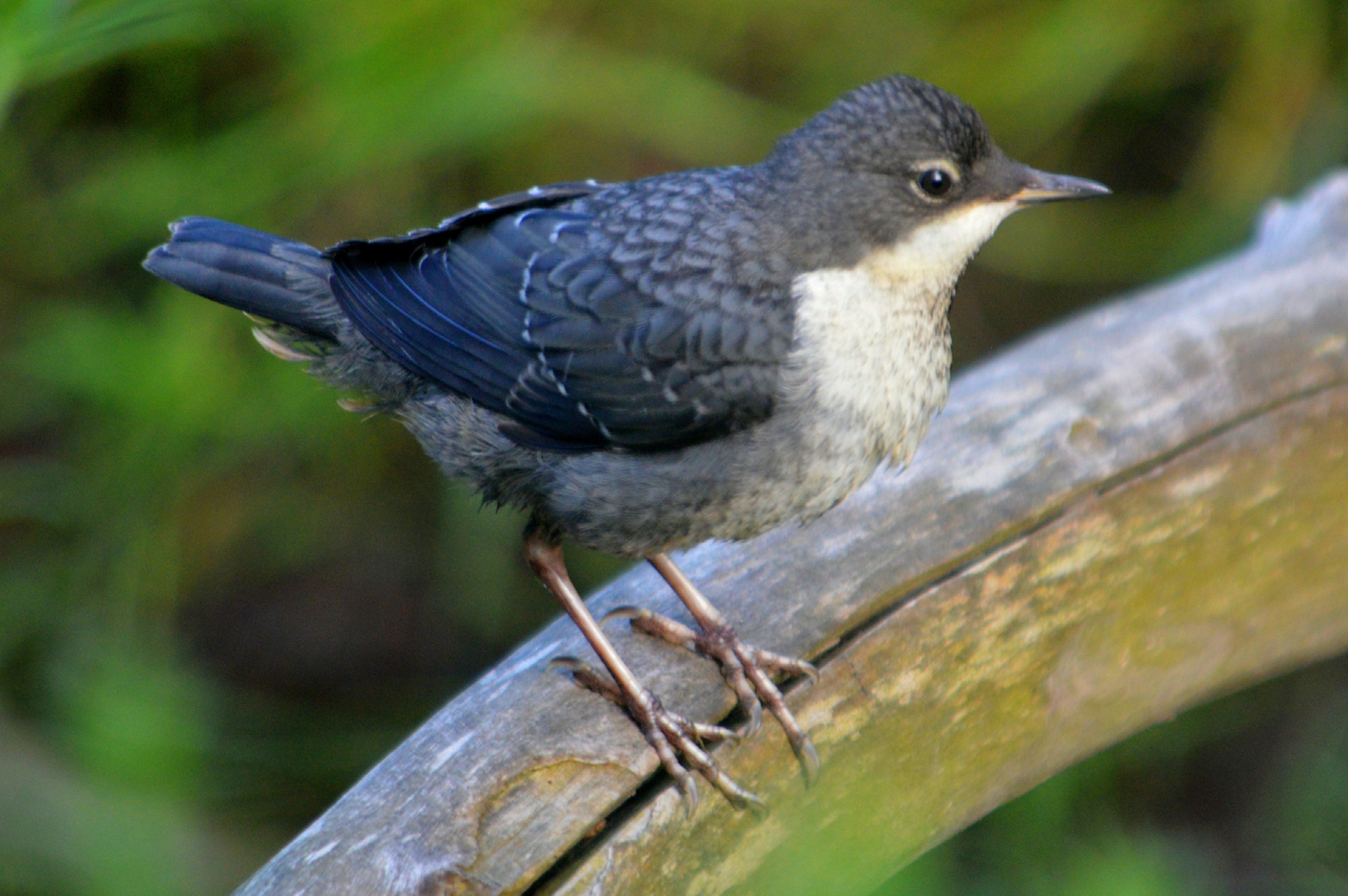
Juvenil.

### Läte
Sången hörs ofta mitt i vintern och är en lugnt framförd ramsa av lågmälda toner. Dessa är ganska skrovliga och gnisslande. Locklätet är kort och strävt.

## Utbredning och systematik
Strömstaren förekommer i större delen av Europa och i västra och centrala Asien. I öster avlöses den av nära släktingen brun strömstare (Cinclus pallasii). Den delas upp i en mängd underarter med följande utbredning:
- Cinclus cinclus hibernicus – förekommer på Irland, Yttre Hebriderna och skotska västkusten
- Cinclus cinclus gularis – förekommer på Orkneyöarna, centrala och östra Skottland, västra och centrala England och Wales
- Cinclus cinclus cinclus – förekommer från Fennoskandia till Vita havets sydkust och Kaliningradregionen
- Cinclus cinclus aquaticus – förekommer från centrala och södra Europa till Balkanhalvön
- Cinclus cinclus minor – förekommer i bergsområden i Marocko, Tunisien och Algeriet
- Cinclus cinclus olympicus – förekom på Cypern men är idag utdöd
- Cinclus cinclus caucasicus – häckar från Kaukasus till nordvästra Iran. Förekommer vintertid i Irak och Pakistan
- Cinclus cinclus rufiventris – förekommer i bergskedjan Antilibanon
- Cinclus cinclus persicus – förekommer i sydvästra Iran, i bergsområden i Zagros och Chahar Mahal och Bakhtiari
- Cinclus cinclus uralensis – förekommer i Uralbergen
- Cinclus cinclus leucogaster (inklusive baicalensis) – förekommer i bergsområden i centrala Asien
- Cinclus cinclus cashmeriensis – förekommer i Himalaya, från västra Kashmir till Sikkim
- Cinclus cinclus przewalskii – förekommer i bergsområden i södra Tibet och västra Kina

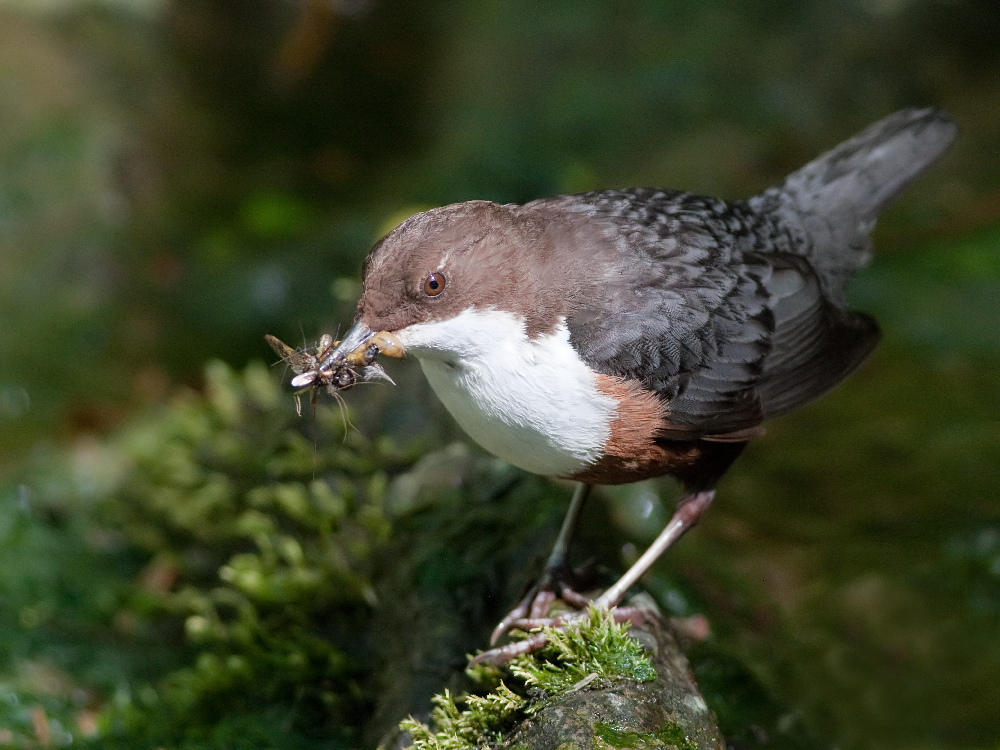
Strömstare i Skottland av underarten gularis.

I verket Handbook of Western Palearctic Birds (Shirihai & Svensson 2018) föreslås en annan indelning, där hibernicus inkluderas i gularis, minor i aquaticus samt olympicus i caucasicus.

### Förekomst i Sverige
I Sverige häckar den i större delar av landet men med en högre koncentration i norra halvan av landet, särskilt vid vattendrag på fjällens sluttningar. Under vintern påträffas den spridd över hela landet, ibland ända ute i kustbandet.

## Ekologi

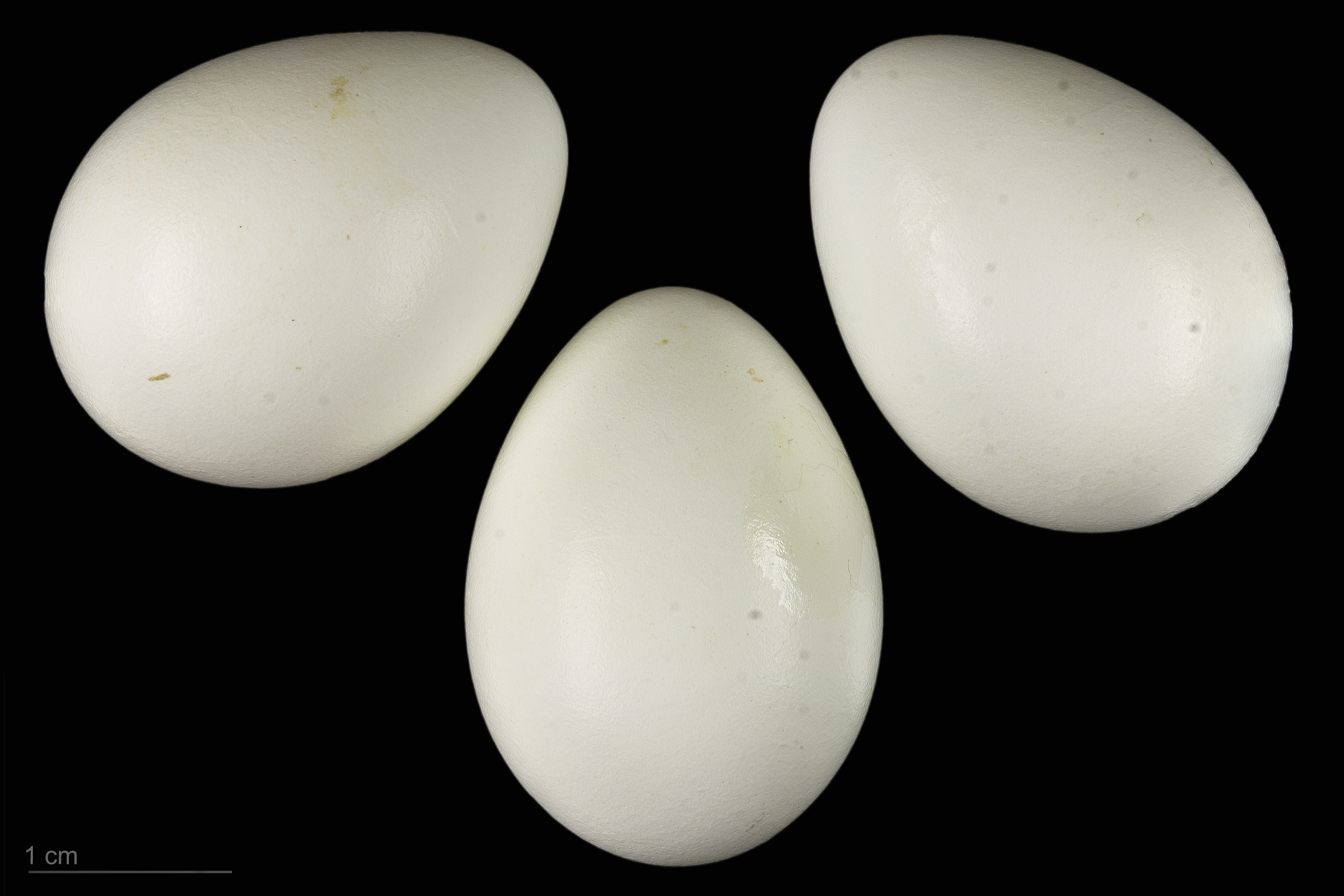
Cinclus cinclus

Strömstaren vistas ständigt vid vatten, företrädesvis strömmande vattendrag, och simmar och dyker mycket skickligt. I vattendraget kan strömstaren springa på bottnen i jakt på nattsländelarver och andra småkryp. Boet byggs vid strömmande vatten i stenklyftor, under broar och liknande. Boet är förhållandevis stort, klotformat med en liten cirkelformad öppning. Det byggs av bland annat mossa och tätas inuti med fjädrar och dun. Strömstaren lägger fyra till sex rent vita ägg och ungarna tas om hand av båda föräldrarna.

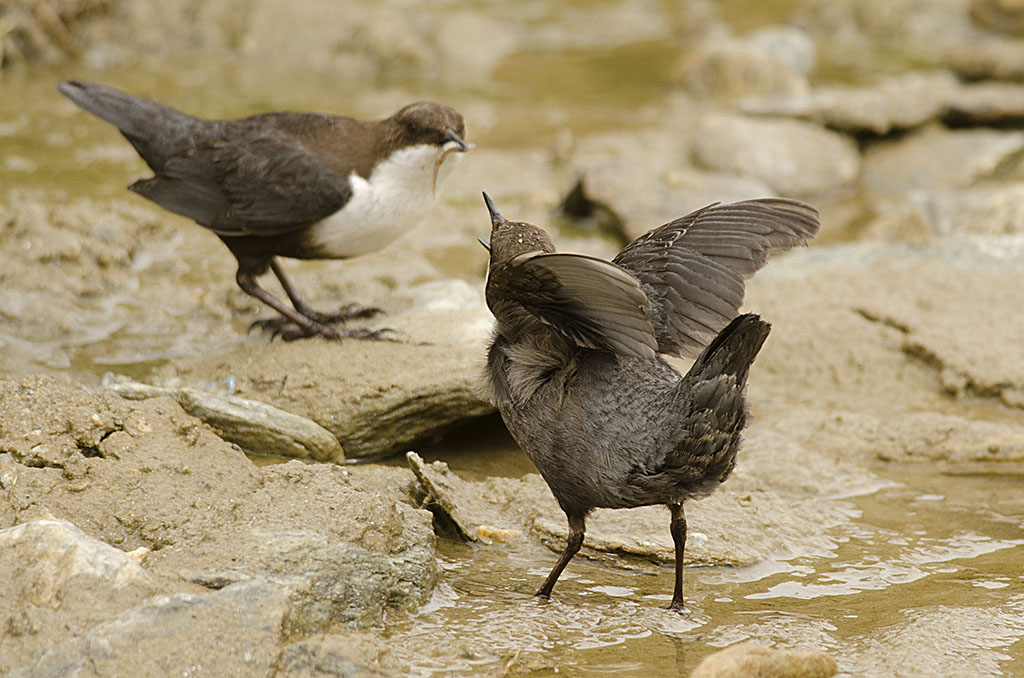
Strömstare med tiggande unge, i Sumdo, Ladakh i norra Indien, förmodligen av underarten cashmeriensis.

## Strömstaren och människan

### Status och hot
Arten har ett stort utbredningsområde och en stor population, men tros minska i antal, dock inte tillräckligt kraftigt för att den ska betraktas som hotad. Internationella naturvårdsunionen IUCN kategoriserar därför arten som livskraftig (LC). I Europa tros det häcka 131 000–292 000 par. Även i Sverige anses beståndet vara livskraftigt och det finns inga tecken på betydande populationsförändringar.

### Namn
Strömstaren har kallats vattenstare, bland annat på Gotland, fors-sparre i Älvdalen i Dalarna ,  forskung i norra Bohuslän och fosskall, det vill säga forskarl, i Bohuslän.

### I kulturen
Strömstaren är Norges nationalfågel.